# Mäusekrieg
Der Mäusekrieg, oder auch Krieg des Agis genannt, war eine militärische Auseinandersetzung im antiken Griechenland im 4. vorchristlichen Jahrhundert. Der Stadtstaat Sparta unter seinem König Agis III. forderte den Hegemon des Hellenenbundes von Korinth, Makedonien, heraus und unterlag.

## Vorgeschichte
Nach der siegreichen Schlacht von Chaironeia 338 v. Chr. konnte König Philipp II. die Hegemonie Makedoniens über die Hellenen in dem von ihm begründeten korinthischen Bund errichten. Diesem Bund gehörte die Mehrheit der griechischen Stadtstaaten an, einige von ihnen wie das geschlagene Athen und Theben mehr oder wenig freiwillig. Sparta schloss sich als einzig nennenswerte Macht diesem Bund nicht an, da es eine Fremdbestimmung über sich traditionell ablehnte. Auch hatte es sich 338 v. Chr. nicht der antimakedonischen Koalition angeschlossen, weil es die Führerschaft seines traditionellen Rivalen Athen ablehnte und nicht an der Seite des Todfeindes Theben kämpfen wollte, an das Sparta nur wenige Jahre zuvor seine eigene Hegemonie in den Schlachten bei Leuktra 371 v. Chr. und Mantineia 362 v. Chr. hatte abtreten müssen. Folglich unterstützte Sparta auch nicht den Abfall Thebens vom korinthischen Bund nach der Ermordung Philipps II. 336 v. Chr., was letztlich in der Zerstörung Thebens durch Alexander den Großen mündete.
Dennoch nahm Sparta in diesen Zeiten gegenüber der makedonischen Macht keine neutrale Haltung ein, da Makedonien in seiner Eigenschaft als Hegemon auch die Schutzmacht der Stadtstaaten des Peloponnes war, über die Sparta vor Leuktra selbst die Hegemonie ausgeübt hatte. Leuktra hatte diese spartanische Hegemonie zugunsten der thebanischen beendet, unter anderem manifestiert in der Gründung von Megalopolis durch den Heerführer Thebens, Epaminondas. Chaironeia wiederum hatte zwar die thebanische Hegemonie beendet, sie aber durch die makedonische ersetzt, zu der sich die Städte des Peloponnes in alter Feindschaft zu Sparta entschieden bekannten. Der seit 338 v. Chr. amtierende König Agis III. beabsichtigte den Peloponnes wieder unter die Herrschaft Spartas zu bringen und die ruhmreichen Zeiten seines Staates zu erneuern. Dazu musste er allerdings den geeigneten Zeitpunkt abwarten, in dem der makedonische Gegner Schwäche zeigte. Als Alexander der Große mit dem Gros seiner Streitkräfte im Frühjahr 334 v. Chr. zu seinem berühmten Eroberungszug nach Asien aufbrach, schien dieser Zeitpunkt gekommen zu sein. Als Verweser Makedoniens und Stellvertreter im Vorsitz des korinthischen Bundes ließ er den alten Feldherrn Antipatros mit etwa 12.000 Infanteristen und 1.500 Kavalleristen zurück.

## Verlauf
Kaum war Alexander aus Europa abgezogen, nahm Sparta seine Aktivitäten gegen Makedonien auf. Es entsandte eine diplomatische Delegation an den Hof des persischen Großkönigs Dareios III. in der Hoffnung von ihm Unterstützung zu erhalten, aber auch in Griechenland stand es nicht allein. Athen war seit Chaironeia zwar ein Mitglied des Hellenenbundes, doch hatte sich in der Stadt eine einflussreiche Fraktion alter Makedonenfeinde um den Redner Demosthenes gehalten, die nun wieder Aufwind für ihre Sache witterte. Auf Vorschlag des Lykurgos nahm die Volksversammlung den Antrag zur Aufkündigung aller Verträge mit Alexander und die Mobilisierung der Flotte für die Unterstützung Spartas an. Weiterhin entsandte die Stadt ebenfalls eine Delegation an den persischen Hof, angeführt von dem gleichnamigen Sohn des berühmten Feldherren Iphikrates. Agis selbst setzte im Jahr 333 v. Chr. mit einem Schiff nach Siphnos über, wo er mit den Admiralen Pharnabazos und Autophradates um ein gemeinsames Vorgehen gegen die Makedonen in der Ägäis verhandelte. Die persische Seemacht schied als potentielle Verbündete jedoch aus, nachdem die Niederlage von Issos bekannt wurde und sich in deren Folge die persische Flotte auflöste. Agis erhielt lediglich 10 Triremen und 30 Talente Silber als Unterstützung, mit denen er in Tainaron 4.000 von Issos entflohene griechische Söldner anwerben konnte. Mit seinen Söldnern segelte er zunächst nach Kreta weiter, wo er bis Ende 332 v. Chr. einige Städte unter seine Kontrolle brachte. Dies nötigte Alexander 331 v. Chr. zur Entsendung seiner Flotte unter Amphoteros von Phönizien nach Kreta.
Etwa zeitgleich zu den spartanischen Aktivitäten auf Kreta nahm Athen Kontakte zum thrakisch-odrysischen Fürsten Seuthes III. auf, der als Verbündeter eine zweite Front gegen Makedonien eröffnen konnte. Die Gelegenheit für ein Engagement in Thrakien schien günstig, denn der dortige makedonische Stratege Memnon hatte im Frühjahr 331 v. Chr. Anzeichen der Insubordination gegenüber den ihm vorgesetzten Antipatros gezeigt. Wäre Thrakien von der makedonischen Besetzung befreit worden, hätte Antipatros seinen direkten Kontakt zu Alexander verloren und dieser wiederum wäre vom Truppennachschub aus der Heimat abgeschnitten worden. Allerdings zog Antipatros sofort mit seiner ganzen Heeresmacht nach Thrakien, in deren Angesicht Memnon offenbar kampflos aufgab.
Während Antipatros in Thrakien stand, kehrte Agis mit seinen Truppen (20.000 Infanteristen und 2.000 Kavalleristen) auf den Peloponnes zurück und warb mit einer Freiheitsproklamation bei den Griechen um einen Abfall vom korinthischen Bund. Damit gewann er die Unterstützung der Eleer, der meisten Arkader und Achaier (mit Ausnahme von Pellene). Allerdings verhallte die Proklamation ungehört bei den alten Rivalen Megalopolis, Korinth und Argos, welche die dahinter stehende Absicht für eine Erneuerung der spartanischen Vorherrschaft erkannten. Der Peloponnes musste also gewaltsam auf Spartas Seite gebracht werden und einen ersten Sieg konnte Agis über ein makedonisches Vorauskommando unter Korrhagos erringen. Anschließend nahm er die Belagerung von Megalopolis auf. Nach der Regelung der Lage in Thrakien marschierte nun aber Antipatros persönlich im Herbst 331 v. Chr. mit über 40.000 Mann über dem Isthmos auf den Peloponnes. Bei seinem Herannahen kam Athen der Mut zur Unterstützung Spartas abhanden, indem dafür vorgesehene Gelder schnell anderweitig verwendet wurden. Aber auch der mit dem Flottenkommando betraute Demades hintertrieb die Absichten seiner Heimatstadt, als er nicht wie beschlossen in die Kampfhandlungen eingriff und stattdessen den Lauf der Dinge abwartete. Auch dürfte ihn die makedonische Flottenmacht unter Amphoteros davon abgehalten haben, die von Kreta aus in die Ägäis eingelaufen war.
Auf dem Peloponnes wurde der Krieg im Spätjahr 331 oder eher im Frühjahr 330 v. Chr. in der Schlacht von Megalopolis entschieden, in der Antipatros über die Spartaner einen vollständigen Sieg errang. Agis fiel in der Schlacht, nachdem er seine Krieger zur Flucht aufgefordert hatte. 5.300 Spartaner und 3.500 Makedonen waren gefallen.

## Folgen
Antipatros verzichtete auf eine Eroberung Spartas und ließ sich von der Stadt lediglich 50 junge Geiseln stellen. Die Versammlung (Synhedrion) des korinthischen Bundes forderte von Sparta Entschädigungszahlungen für erlittene Verluste ein und nötigte die Stadt zur Entsendung einer diplomatischen Delegation ins ferne Asien, die bei Alexander förmlich um Verzeihung für den Krieg bitten musste. Auf eine Verfolgung der führenden Makedonengegner und Scharfmacher (Demosthenes und Lykurgos) wurde hingegen verzichtet, Athens Verwicklungen in diesem Krieg wurden von Antipatros wie auch von Alexander geflissentlich übergangen.
Alexander der Große hatte vermutlich nach seinem Sieg bei Issos, als ihm die spartanischen und athenischen Gesandten an den Großkönig in die Hände gefallen waren, oder spätestens in Sidon 332 v. Chr. von dem Seeoffizier Proteas von den gegen Makedonien gerichteten Aktivitäten Spartas erfahren. Bis auf die Entsendung der Flotte unter Amphoteros hatte er sich nicht weiter um diese Angelegenheit gekümmert und seinem Verweser Antipatros deren Regelung überlassen. Dieser hatte seine Aufgabe pflichtgetreu erfüllt und mit seinem Sieg die makedonische Hegemonie über die Griechen aufrechterhalten, was Alexander die ungestörte Fortführung seines Eroberungszuges in Asien erlaubte.
Die Schlacht von Megalopolis fand etwa zeitgleich oder nur wenige Monate nach der großen Schlacht bei Gaugamela (1. Oktober 331 v. Chr.) statt, weshalb Alexander wohl erst im Spätjahr 331 v. Chr. in Sittakene oder wahrscheinlicher erst im Frühjahr 330 v. Chr. in Ekbatana von der Niederlage der Spartaner erfahren haben dürfte. Kurz darauf entließ er die alliierten griechischen Truppen, die der korinthische Bund für den Rachefeldzug gegen Persien gestellt hatte, aus ihren Verpflichtungen. Alexander nannte die Auseinandersetzung seines Verwesers mit Sparta etwas despektierlich „Mäusekrieg“, da er im Gegensatz zu Antipatros in Asien den wohl größeren Krieg auszutragen hätte. Berücksichtigt man allerdings die hohen Verlustzahlen von Megalopolis auf beiden Seiten, mutet diese Bezeichnung ungerechtfertigt an; Alexander hatte in seinen Schlachten gegen die Perser nicht solche Verlustzahlen hinzunehmen.
Nach Alexanders Tod 323 v. Chr. wagten noch einmal einige griechische Stadtstaaten unter der Führung Athens die Erhebung gegen Makedonien, doch im so genannten Lamischen Krieg unterlagen sie erneut gegen Antipatros.